# Caldwell (New Jersey)
Caldwell ist ein Ort im Essex County des Bundesstaats New Jersey in den USA. Das U.S. Census Bureau ermittelte bei der Volkszählung 2020 eine Einwohnerzahl von 9027.

## Geographie
Nach dem United States Census Bureau hat die Stadt eine Gesamtfläche von 3,1 km², wobei keine Wasserflächen miteinberechnet sind.

## Demographie
Nach der Volkszählung von 2000 gibt es 7.584 Menschen, 3.311 Haushalte und 1.814 Familien in der Stadt. Die Bevölkerungsdichte beträgt 2.460,7 Einwohner pro km². 91,22 % der Bevölkerung sind Weiße, 2,27 % Afroamerikaner, 0,11 % amerikanische Ureinwohner, 4,06 % Asiaten, 0,07 % pazifische Insulaner, 1,20 % anderer Herkunft und 1,08 % Mischlinge. 4,64 % sind Latinos unterschiedlicher Abstammung.
Von den 3.311 Haushalten haben 23,0 % Kinder unter 18 Jahre. 42,5 % davon sind verheiratete, zusammenlebende Paare, 9,8 % sind alleinerziehende Mütter, 45,2 % sind keine Familien, 38,0 % bestehen aus Singlehaushalten und in 15,4 % Menschen sind älter als 65. Die Durchschnittshaushaltsgröße beträgt 2,17, die Durchschnittsfamiliengröße 2,93.
18,1 % der Bevölkerung sind unter 18 Jahre alt, 8,9 % zwischen 18 und 24, 32,9 % zwischen 25 und 44, 22,3 % zwischen 45 und 64, 17,8 % älter als 65. Das Durchschnittsalter beträgt 39 Jahre. Das Verhältnis Frauen zu Männer beträgt 100:82,3, für Menschen älter als 18 Jahre beträgt das Verhältnis 100:78,6.
Das jährliche Durchschnittseinkommen der Haushalte beträgt 61.250 USD, das Durchschnittseinkommen der Familien 81.989 USD. Männer haben ein Durchschnittseinkommen von 53.548 USD, Frauen 40.543 USD. Der Prokopfeinkommen der Stadt beträgt 34.630 USD. 4,8 % der Bevölkerung und 2,5 % der Familien leben unterhalb der Armutsgrenze, davon sind 2,0 % Kinder oder Jugendliche jünger als 18 Jahre und 7,6 % der Menschen sind älter als 65.

## Söhne und Töchter Caldwells
- Grover Cleveland (1837–1908), 22. und 24. Präsident der Vereinigten Staaten von Amerika
- Richard E. Stearns (* 1936), Informatiker und Turingpreisträger
- Camryn Manheim (* 1961), Schauspielerin